# Pucayacu (parroquia)

## Historia
Pucayacu es una parroquia del cantón La Maná en la provincia de Cotopaxi.es el nombre con el cual sus pobladores le parroquializaron en las sesiones: ordinaria del 7 y extraordinaria del 27 de julio de 1949, siendo en ese momento los otros
caseríos de Guadual y Choaló, parte de la naciente parroquia Pucayacu. El decreto 459 del 29 de octubre de 1949, en la presidencia del Sr.Galo Plaza le erige como parroquia que pertenecía al Cantón Latacunga. Sus pobladores realizan fiestas de diverso carácter, el 10 de agosto de 1968, fue el año en que llegó la carretera a esta parroquia, motivo por el cual, el júbilo ciudadano hizo que se recordara por siempre este acontecimiento que hizo muy creciente el progreso de todos sus recintos, por ello, se presentan bailes, presentaciones artísticas, peñas, toros populares, deportes donde resalta el campeonato relámpago de ecuavoley con la participación de los mejores ganchadores a nivel nacional.

## Festividades
Esta parroquia celebra dos principales fiestas religiosas cada año, el 29 de junio se festeja la fiesta de San Pablo de Pucayacu en honor al patrono de la parroquia (San Pablo), en el mes de diciembre se festeja la fiesta al Niño Jesús, donde priostes y familias católicas celebran con mucha devoción su nacimiento lo mismo que aportan para el desarrollo de un programa religioso y deportivo. Los barrios que conforman esta parroquia son los siguientes: Barrio Centro, Barrio Nuevo, San Camilo, Las Mercedes, De las flores, Unido y Del Colegio. 
Parroquia ubicada en el subtrópico norte occidental de la Provincia de Cotopaxi, entre los 400 y 1.750 m s. n. m., con rica y abundante flora y fauna, característico del bosque húmedo subtropical, ha salido adelante por el trabajo de su gente y la bondad productiva de su tierra, su principal actividad productiva es la ganadería y sus productos como es la leche y carne. Pucayacu con una población que no supera las 2.054 personas y con 11 recintos: Choaló, Sandomo, La Argentina, EL Guayabo, La Carmela, EL Guadual, Naranjal, Esmeraldas, San Ramón, El Tonglo, Solonso sigue luchando por alcanzar los servicios básicos y fundamentalmente una buena vialidad como base para la comunicación y posibilidad de comercialización de sus abundantes productos agropecuarios.
En los inviernos de los años 2008 y 2009, Pucayacu y sus Recintos sufrieron los embates de la naturaleza, que produjo grandes deslaves y taponamientos de los ríos Quindigua, Amanta, Cristal, Guadual y Lulo en su curso medio, lo que arrastró grandes cantidades de material pétreo y sedimentos que puso en riego el centro poblado de Pucayacu y algunos recintos, además se perdieron extensiones de terrenos cultivados a las orillas de los ríos y fueron arrastrados puentes colgantes que comunican a Pucayacu con otras poblaciones como la Florida que pertenece a la Parroquia vecina Guasaganda. 
- Datos: Q9064262